# Amphilophus
Amphilophus ist eine Gattung mittelamerikanischer Buntbarsche. Die Gattung kommt von Mexiko bis Panama in Flüssen und in den größeren Seen und den Kraterseen Nicaraguas vor. Flussbewohnende Arten sind meist auf die atlantische oder die pazifische Seite der mittelamerikanischen Landbrücke oder auf ein Flusssystem beschränkt. Der wissenschaftliche Name der Gattung kommt aus dem griechischen („amphi“ = beidseitig; „lophos“ = Hahnenkamm) und bezieht sich auf die dicken Lippen der Typusart Amphilophus labiatus.

## Merkmale
Amphilophus-Arten werden 13 bis über 30 Zentimeter lang. Ihre Gestalt entspricht dem chichlasominen Grundmuster, ist hochrückig und seitlich abgeflacht. Das Maul sitzt tief und ist endständig. Die Männchen sind im Alter deutlich größer als die Weibchen, wirken bulliger und entwickeln oft einen Stirnbuckel.
Wie bei allen Buntbarschen ist bei Amphilophus-Arten der fünfte Kiemenbogen zu einem Schlundkiefer umgestaltet. Dieser kann sehr unterschiedlich gebaut sein. Es gibt Amphilophus-Arten mit „molariformen“, also mit abgerundeten „backenzahnartigen“ Zähnen besetzten Schlundkiefern, die es ermöglichen, die Gehäuse von Schnecken und Muscheln zu knacken, oder „papilliforme“ mit kleinen, spitzen Zähnen besetzte Schlundkiefer, die dazu geeignet sind, vor allem Insekten oder Krebstiere zu fressen.

## Fortpflanzung
Amphilophus-Arten sind Offenbrüter, die eine Elternfamilie bilden, d. h. Weibchen und Männchen üben die Brutpflege gemeinsam aus. Das Gelege ist sehr umfangreich. Je nach Temperatur schlüpfen die Larven nach 3 bis 4 Tagen und schwimmen weitere 4 bis 5 Tage später frei. Sie werden von den Eltern intensiv bewacht und betreut. Bei Amphilophus citrinellus wurde beobachtet, dass die Jungfische vom Körperschleim der Eltern fressen. Im Schleim konnten erhöhte Konzentrationen von Prolactin, Wachstumshormon und Thyroxin festgestellt werden. Damit ist der Körperschleim mit dem Colostrum der Säugetiere vergleichbar. Das durch die Hormone beschleunigte Wachstum verkleinert das Zeitfenster des Räuber-Beute-Systems im Verbreitungsgebiet. Um Thyroxin bilden zu können, muss ausreichend Jod im Wasser vorhanden sein; in vielen Süßgewässern ist die Konzentration zu niedrig. Da die mittelamerikanische Platte aus dem Ozean herausgehoben wurde, sind die meisten Seen noch heute eigentlich Brackwasserseen (z. B. Apoyo, Xiloá, Nicaragua-See).

## Arten
Heute (April 2016) gehören 17 Arten zur Gattung Amphilophus:

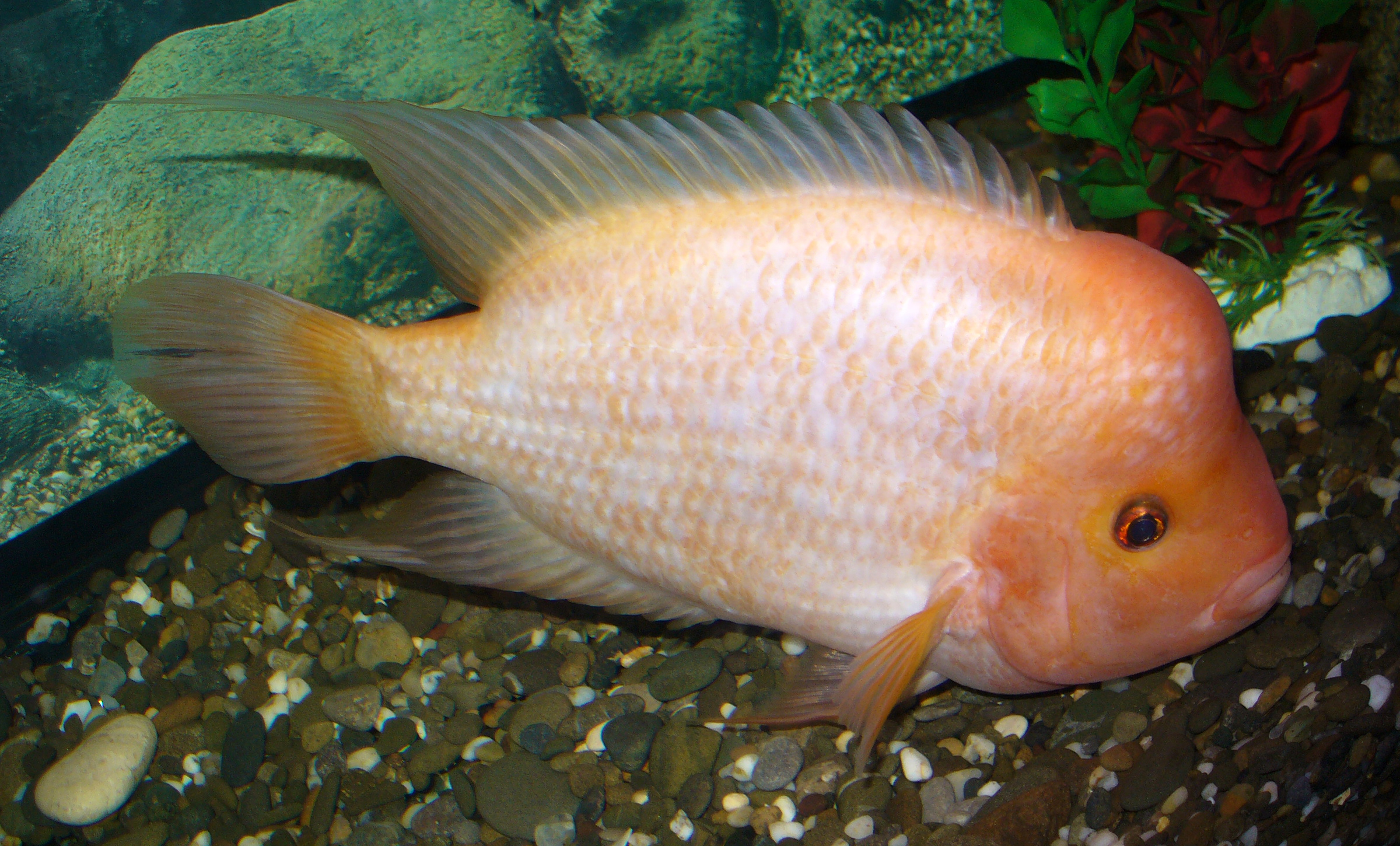
Zitronenbuntbarsch (A. citrinellum), die bekannteste Art der Gattung

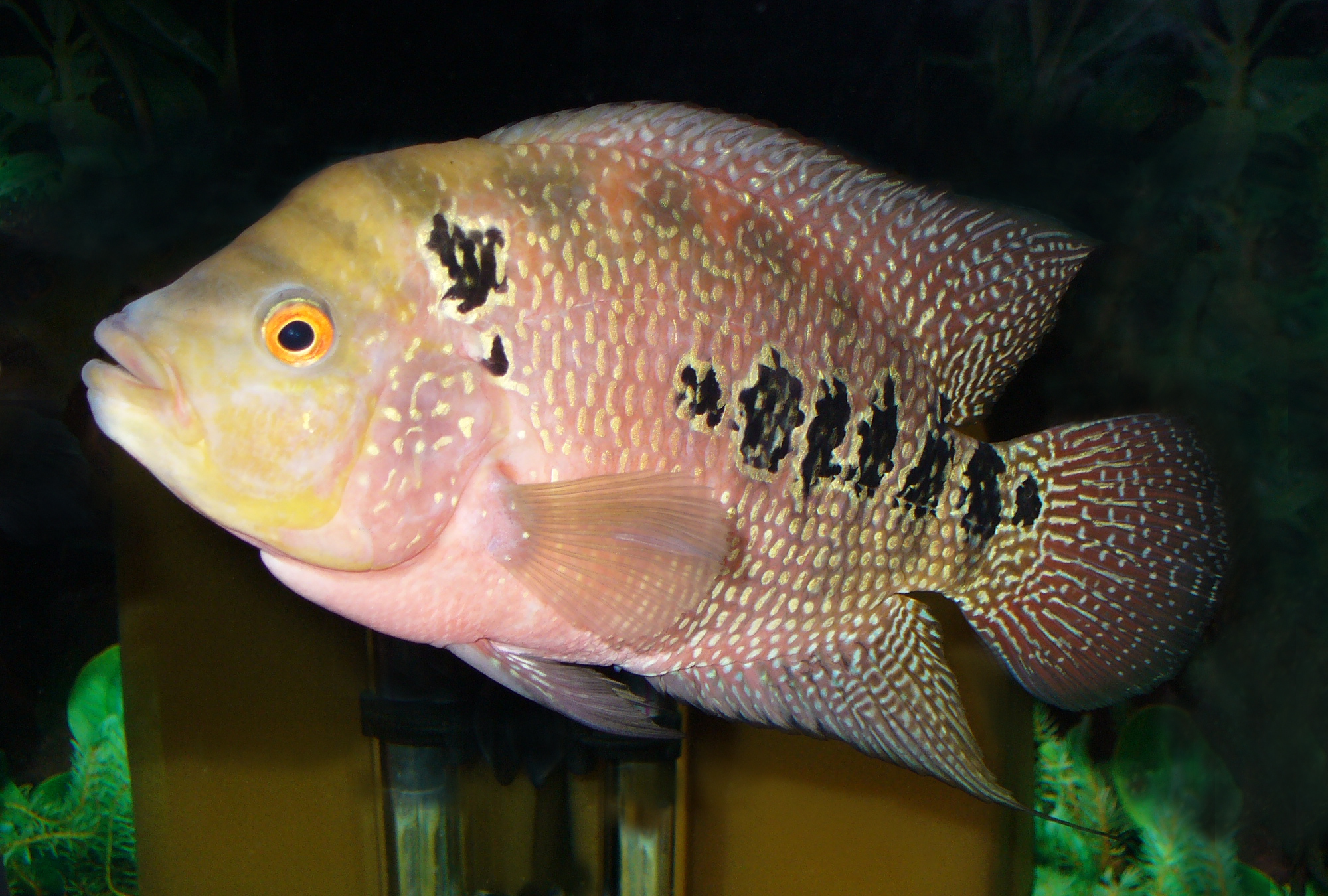
Schulterfleck-Buntbarsch (Amphilophus trimaculatus)

- Zitronenbuntbarsch (Amphilophus citrinellus Günther, 1864)
- Amphilophus hogaboomorum (Carr & Giovannoli, 1950)
- Amphilophus istlanus (Jordan & Snyder, 1899)
- Amphilophus labiatus (Günther, 1864); Typusart, Nicaragua- und Managuasee.
- Amphilophus lyonsi (Gosse, 1966)
- Schulterfleck-Buntbarsch (Amphilophus trimaculatus Günther, 1867)
- Amphilophus tolteca Recknagel et al., 2013 (Asososcasee bei Managua)

Monophyletischer Artenschwarm des Lake Apoyo:
- Amphilophus astorquii Stauffer, McCrary & Black, 2008
- Amphilophus chancho Stauffer, McCrary & Black, 2008
- Amphilophus flaveolus Stauffer, McCrary & Black, 2008
- Amphilophus globosus Geiger, McCrary, & Stauffer, 2010
- Amphilophus supercilius Geiger, McCrary, & Stauffer, 2010
- Amphilophus zaliosus (Barlow, 1976)

Monophyletischer Artenschwarm des Lake Xiloá:
- Amphilophus amarillo Stauffer & McKaye, 2002
- Amphilophus sagittae Stauffer & McKaye, 2002
- Amphilophus viridis Recknagel, Kusche, Elmer & Meyer, 2013
- Amphilophus xiloaensis Stauffer & McKaye, 2002

Weitere Arten, die bis April 2016 zu Amphilophus gehörten, werden heute in die Gattung Cribroheros bzw. in die monotypischen Gattungen Astatheros, Darienheros und Wajpamheros gestellt. Bei Amphilophus margaritifer, eine Form von der nur der Holotyp aus dem Petén-Itzá-See bekannt ist, soll es sich um einen Hybriden zwischen einer Thorichthys-Art und einer nicht bestimmbaren zweiten Art handeln.

## Sympatrische Artbildung
In den kleinen nicaraguanischen Kraterseen Apoyo und Xiloá kommen jeweils mehrere sehr nah verwandte Arten der Gattung Amphilophus vor, die von jeweils einer eingewanderten Art abstammen. Die Amphilophus-Arten dieser Seen unterscheiden sich nicht nur farblich, sondern auch deutlich in ihrer Morphologie, insbesondere der Schlundkiefer, und ökologischen Nische. A. zaliosus aus dem Apoyosee lebt für gewöhnlich in offenerem und tieferem Wasser als die übrigen Amphilophus-Arten in diesem See. Die Arten lassen sich deutlich durch genetische Marker unterscheiden und müssen sich in weniger als 23.000 Jahren, der Zeit seit der Entstehung des Sees, zu eigenständigen Arten entwickelt haben. Der Xiloásee ist sogar nur 10.000 Jahre alt. Da eine allopatrische Artbildung in diesen kleinen Kraterseen mit ihrem homogenen Habitat ausgeschlossen werden kann, gelten diese Amphilophus-Arten als Musterbeispiel für die Sympatrische Artbildung (das Entstehen neuer Arten im Gebiet der Ursprungsart(en)).